# La Frontera (Cuenca)
La Frontera – gmina w Hiszpanii, w prowincji Cuenca, w Kastylii-La Mancha, o powierzchni 34,57 km². W 2011 roku gmina liczyła 197 mieszkańców.